# Don Ritchie
Don Ritchie född 9 juni 1926 i Sydney, död 13 maj 2012 i Sydney  är en australiensare som ingrep i många självmordsförsök. För detta erhöll han Australienorden. Han har officiellt räddat minst 180 personer som försökte begå självmord från en klippa som heter The Gap i Sydney.

## Biografi
Richie gick på Vaucluse Public School och gick på Scots College. Ritchie tog värvning i Australiens flotta den 30 juni 1944 som sjöman under andra världskriget ombord på HMAS Hobart och bevittnade den villkorslösa kapitulationen av de japanska kejserliga styrkorna i Tokyobukten den 2 september 1945, vilket officiellt avslutade andra världskriget i Stilla havet. Efter kriget var han livförsäkringsförsäljare.

## Ingripanden
Officiellt räddade han 180 personer från självmord under de 45 åren fram till 2009, även om hans familj hävdar att antalet är närmare 500. Ritchie bodde nära The Gap i Sydney, Australien, en plats känd för många självmordsförsök.
När Ritchie såg någon på klippan i nöd, korsade Ritchie vägen från sin egendom och började prata med personen, ofta inledd med orden, "Kan jag hjälpa dig på något sätt?" Efteråt skulle Ritchie bjuda tillbaka dem till sitt hem för en kopp te och en pratstund. Några av de människor som han hjälpte skulle återvända flera år senare för att tacka honom för hans ansträngningar att tala bort dem från sitt beslut.
Ritchie förklarade sitt ingripande i självmordsförsök och sa: "Du kan inte bara sitta där och titta på dem."

## Utmärkelser
2006 tilldelades han Medal of the Order of Australia för sina räddningar, det officiella motiveringen var för "service till samhället genom program för att förhindra självmord". Ritchie och hans fru Moya utsågs också till "Årets medborgare" för 2010 av Woollahra Council, den lokala myndighet som ansvarar för Gap. Han fick Local Hero Award för Australien 2011, där National Australia Day Council sa: "Hans vänliga ord och inbjudningar till hans hem i tider av svårigheter har gjort en enorm skillnad. Don har räddat otroligt många liv med så enkla handlingar."

## Död
Ritchie dog den 13 maj 2012, 85 år gammal. Han efterlämnade sin fru Moya och tre döttrar.